# Кларенс Ґріффін
Кларенс Ґріффін (англ. Clarence Griffin; 19 січня 1888 — 28 березня 1973) — колишній американський тенісист.
Найвищу одиночну позицію світового рейтингу — 6 місце досяг 1916 року (у США).
Перемагав на турнірах Великого шолома в парному розряді.
Завершив кар'єру 1931 року.

## Фінали турнірів Великого шолома

### Парний розряд (3–1)
| Результат | Рік  | Турнір        | Покриття | Партнер       | Суперники                       | Рахунок                 |
| --------- | ---- | ------------- | -------- | ------------- | ------------------------------- | ----------------------- |
| Поразка   | 1913 | Чемпіонат США | Трава    | Джон Стракан  | Моріс Мак-Лафлін Том Банді      | 4–6, 5–7, 1–6           |
| Перемога  | 1915 | Чемпіонат США | Трава    | Білл Джонстон | Моріс Мак-Лафлін Том Банді      | 2–6, 6–3, 6–4, 3–6, 6–3 |
| Перемога  | 1916 | Чемпіонат США | Трава    | Білл Джонстон | Моріс Мак-Лафлін Ворд Доусон    | 6–4, 6–3, 5–7, 6–3      |
| Перемога  | 1920 | Чемпіонат США | Трава    | Білл Джонстон | Роланд Робертс Вілліс Е. Дейвіс | 6–2, 6–2, 6–3           |